# One Week (singolo)
One Week è un brano musicale del gruppo alternative rock Barenaked Ladies, pubblicato nel 1998 come primo singolo estratto dall'album Stunt. Il brano è stato scritto da Ed Robertson, che si occupa anche di interpretare la parte rap del brano, mentre Steven Page canta il ritornello. Il brano raggiunse la prima posizione della classifica Billboard Hot 100, dove rimase per una settimana.

## Tracce
CD Maxi Reprise Records – PRO-CD-9525-R
1. One Week (Dave's Big Beat Remix) – 3:22
2. One Week (Pull's Break Remix) – 3:21
3. One Week (Original Radio Remix) – 2:52
4. One Week (Dave's Big Beat Extended Mix) – 6:14

7" Vynil Reprise Records – 7-17174 
1. One Week (Remix) – 2:52
2. When You Dream (Home Demo) – 4:22

## Classifiche
| Classifiche (1998) | Posizione di picco |
| ------------------ | ------------------ |
| Canada             | 3                  |
| Regno Unito        | 5                  |
| Stati Uniti        | 1                  |